# Bohorodîciîn, Colomeea
Bohorodîciîn (în ucraineană Богородичин) este un sat în comuna Jukotîn din raionul Colomeea, regiunea Ivano-Frankivsk, Ucraina.

## Demografie
Componența lingvistică a localității Bohorodîciîn
     Ucraineană (99,78%)
     Alte limbi (0,22%)
Conform recensământului din 2001, majoritatea populației localității Bohorodîciîn era vorbitoare de ucraineană (99,78%), existând în minoritate și vorbitori de alte limbi.